# Raymond Lardellier
Raymond Lardellier (1954. február 7. – ) francia nyelvtanár, a miskolci Alliance Française igazgatója, a város kulturális életének egyik meghatározó személyisége.

## Életútja
Egy Lyontól 40 kilométerre található tanyáról származik. Orosz szakos hallgatóként kezdte tanulmányait a Lyoni Egyetemen, mellette csehül tanult, és itt ismerkedett meg a magyar nyelvvel. Magyarországon először 1975-ben járt, a Debreceni Nyári Egyetemen folytatta a nyelv elsajátítását, utána többször is visszatért az országba. Az 1980-as évek közepétől Magyarországon él.

### A miskolci Alliance Française

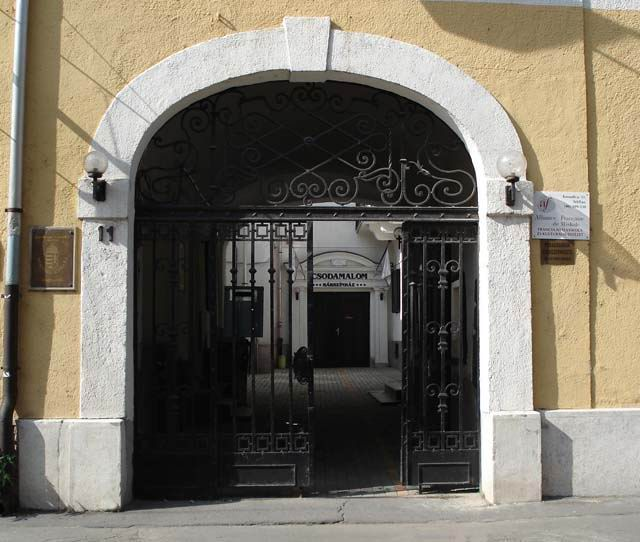
Az Alliance Française bejárata

Miskolcon az Alliance Française tagintézménye 1987-ben alakult meg, kezdetben a Tudományos Ismeretterjesztő Társulattal közösen működtek, majd a rendszerváltás után önálló, nonprofit szervezetként folytatta tevékenységét, a francia nyelv és kultúra népszerűsítését. 1991-től a Francia Intézet a Kossuth Lajos utca 11. alatt, a hajdani ipartestületi székházban működik. A miskolci önkormányzat jóvoltából az intézet ingyenesen használja a székház első emeletén levő helyiségeket.
2000-ben a Francia Intézetnek négy munkatársa volt: Philippe Montagny igazgató, valamint Laetitia Clavurirer, Tuba Zsuzsa és Raymond Lardellier. Oktatással, kulturális rendezvények szervezésével foglalkoztak, nagy hangsúlyt fektetve francia művészek személyes bemutatására. 1992-től kezdve évente megrendezték a Francia Filmhetet. 2022-ben került megrendezésre a jubileumi XXX. Francia Filmnapok a CINE-MIS Nonprofit Kft. és a miskolci Alliance Française Intézett közös szervezésében.
Lardellier 2005-ben lett az intézet igazgatója.

### Pétanque

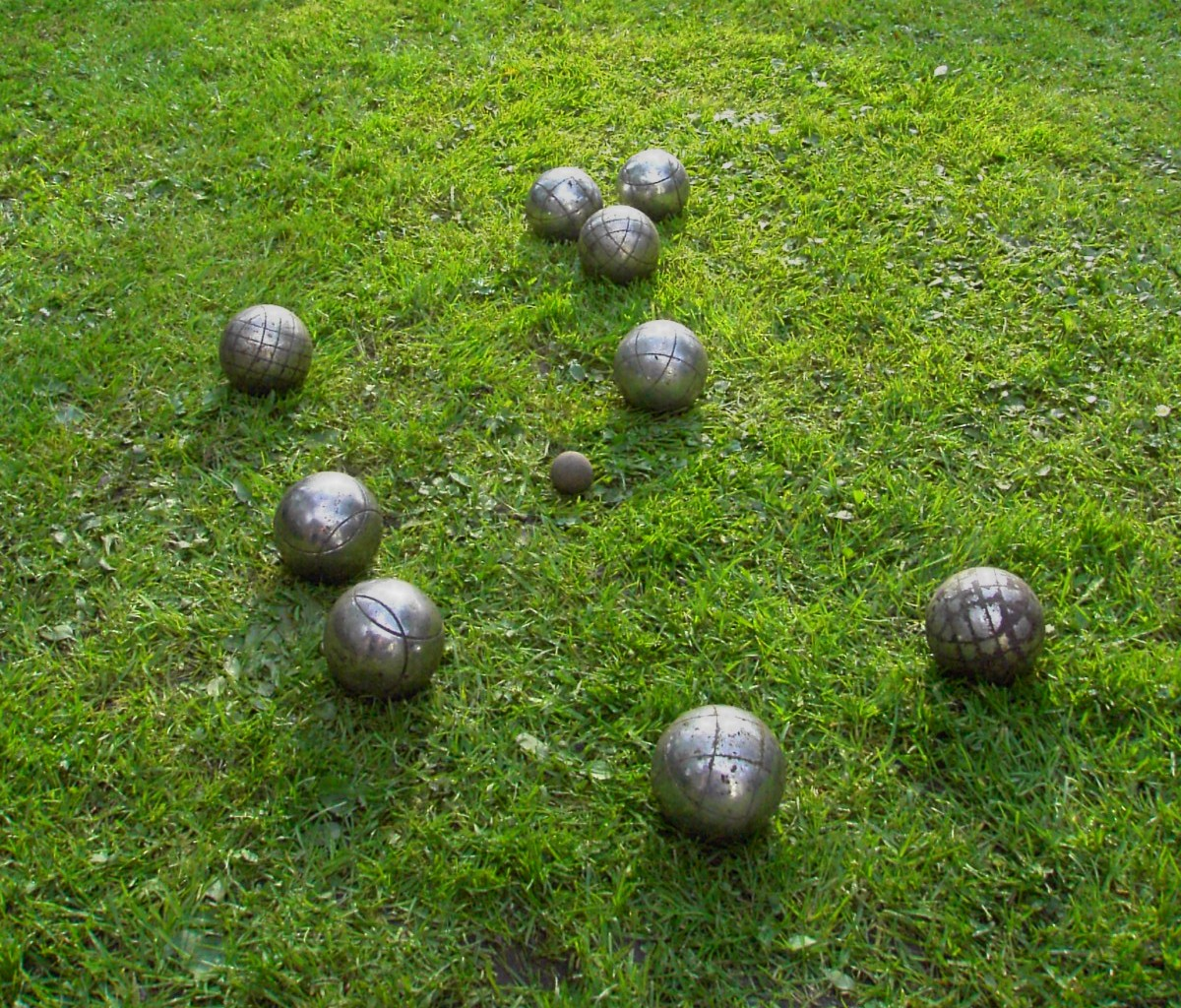
Pétanque golyók

Ő honosította meg Miskolcon a tradicionális francia golyójátékot, a pétanque-ot.

### Idézet
Mivel rengeteg idő eltelt, mostanára Miskolcot tartom az otthonomnak. Itt vannak a barátaim, a diákjaim, a rendezvények, amiket szervezek oktatási és kulturális partnerekkel. Perecesen pedig a kertem konyhakerttel és rengeteg virággal, ami számomra olyan, mint Provence dombjai. [...] Lyonban már csak néhány ismerősöm él. Amikor odautazom, idegennek érzem magam, mert rengeteget változott a város és csak turista vagyok. A magyarok franciának, a franciák magyarnak tekintenek, de nem nagyon foglalkozom vele.

## Családja
A Debreceni Virágkarneválon ismerte meg a leendő feleségét. Az 1980-as évek közepén kötött házasságot és költözött Magyarországra.
A felesége előző házasságából származó gyermeket közösen nevelték fel, a 46 éves nevelt fia Csepelen él családjával. Raymond Lardellier kilenc éve özvegy.

## Díjai és elismerései
- Nívódíj (1999)[5]

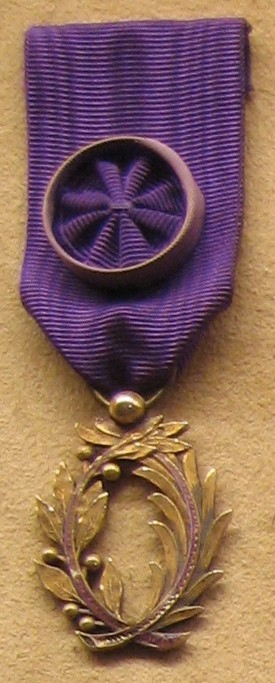
Palmes académiques

- Francia Ordre des Palmes académiques (Akadémiai Pálmák tiszti fokozata) (2013)[6]
- Pro Urbe Miskolc kitüntető cím (2018)[7]